# Kamundi (Nanyumbu)
Kamundi ist ein Verwaltungsbezirk (englisch Ward) des Distrikts Nanyumbu in der tansanischen Region Mtwara.

## Geografie
Kamundi liegt im Südosten von Tansania etwa 20 Kilometer Luftlinie nordöstlich der Distrikthauptstadt Mangaka. Der Bezirk grenzt im Norden an Msikisi und Namajani, im Osten an Mikangaula, im Süden an Maratani und im Westen an Nangomba. Bei der Volkszählung 2022 lebten 9296 Menschen in 2925 Haushalten auf einer Fläche von 198 Quadratkilometern.

## Gliederung
Der Bezirk besteht aus fünf Gemeinden (Mtaa) mit 30 Orten (Kitongoji):
| Nahimba - Mwongozo - Mnazimmoja - Migongo - Jida - Songambele - Nambunda | Nangaramo - Amani - Dodoma - Rahaleo - Majengo - Bombambili - Mifugo - Mnazimmoja | Mkambata - Cheleweni - Amani II - Mivuleni - Juhudi Tele | Kamundi - Majengo - Mnazimmoja - Temeke - Majimaji - Chitandi - Kisiwani | Nawaje - Maendeleo - Madina - Majimaji - Juhudi - Azimio - Sayuni - Muungano |